# Henri Sanfourche
Henri Sanfourche werd tweede luitenant in 1802 en vervolgens luitenant in 1805. Hij nam deel aan de Duitse veldtocht (1805) tijdens de Slag bij Ulm, een belangrijke manoeuvre die leidde tot de verovering van een Oostenrijks leger onder bevel van generaal Karl Mack von Leiberich, en nam deel aan de Slag bij Austerlitz. Hij voerde in totaal 24 militaire campagnes uit. Hij ligt begraven bij de piramide van generaal François Fournier-Sarlovèze in Sarlat-la-Canéda.
- Base Léonore: LH//2454/14